# Резолюции Совета Безопасности ООН 701—800
Это список резолюций Совета Безопасности ООН с 701 по 800, принятых в период с 31 июля 1991 года по 8 января 1993 года.
| Резолюция | Дата             | Голосование                                                        | Вопрос |
| --------- | ---------------- | ------------------------------------------------------------------ | --- |
| 701       | 31 июля 1991     | 15–0–0                                                             | Продлён мандат Временных сил ООН в Ливане                                                                    |
| 702       | 8 августа 1991   | Принята без голосования                                            | Приём КНДР и Республики Корея в ООН                                                                          |
| 703       | 9 августа 1991   | Принята без голосования                                            | Приём Федеративных Штатов Микронезии в ООН                                                                   |
| 704       | 9 августа 1991   | Принята без голосования                                            | Приём Маршалловых островов в ООН                                                                             |
| 705       | 15 августа 1991  | 15–0–0                                                             | Иракские платежи в Компенсационную комиссию ООН                                                              |
| 706       | 15 августа 1991  | 13–1–1 (против: Куба; воздержался: Йемен)                          | Механизм продажи Ираком нефти в обмен на гуманитарную помощь                                                 |
| 707       | 15 августа 1991  | 15–0–0                                                             | Осуждает несоблюдение и нарушения Ираком резолюции 687                                                       |
| 708       | 28 августа 1991  | 15–0–0                                                             | Вакансия в Международном Суде ООН                                                                            |
| 709       | 12 сентября 1991 | Принята без голосования                                            | Приём Эстонии в ООН                                                                                          |
| 710       | 12 сентября 1991 | Принята без голосования                                            | Приём Латвии в ООН                                                                                           |
| 711       | 12 сентября 1991 | Принята без голосования                                            | Приём Литвы в ООН                                                                                            |
| 712       | 19 сентября 1991 | 13-1-1 (против: Куба; воздержался: Йемен)                          | Гуманитарная ситуация в Ираке; Компенсационная комиссия ООН                                                  |
| 713       | 25 сентября 1991 | 15–0–0                                                             | Усилия Европейского сообщества, эмбарго на поставки оружия в СФР Югославию во время югославских войн         |
| 714       | 30 сентября 1991 | 15–0–0                                                             | Мирный прогресс в Сальвадоре во время гражданской войны в Сальвадоре                                         |
| 715       | 11 октября 1991  | 15–0–0                                                             | Меры Специальной комиссии ООН по проверке оружия в Ираке                                                     |
| 716       | 11 Октября 1991  | 15–0–0                                                             | Переговоры по кипрскому спору                                                                                |
| 717       | 16 октября 1991  | 15–0–0                                                             | Учреждает Передовую миссию ООН в Камбодже                                                                    |
| 718       | 31 октября 1991  | 15–0–0                                                             | Политическое урегулирование камбоджийского конфликта                                                         |
| 719       | 6 ноября 1991    | 15–0–0                                                             | Продлевает мандат Группы наблюдателей ООН в Центральной Америке                                              |
| 720       | 21 ноября 1991   | 15–0–0                                                             | Рекомендует назначить Бутроса Бутроса-Гали Генеральным секретарём                                            |
| 721       | 27 ноября 1991   | 15–0–0                                                             | Усилия Генерального секретаря в Социалистической Федеративной Республике Югославии во время югославских войн |
| 722       | 29 ноября 1991   | 15–0–0                                                             | Продлевает мандат Сил ООН по наблюдению за разъединением                                                     |
| 723       | 12 декабря 1991  | 15–0–0                                                             | Продлён мандат Вооружённых сил ООН по поддержанию мира на Кипре                                              |
| 724       | 15 декабря 1991  | 15–0–0                                                             | Учреждает комитет Совета Безопасности по югославским войнам                                                  |
| 725       | 31 декабря 1991  | 15–0–0                                                             | План урегулирования референдума в Западной Сахаре                                                            |
| 726       | 6 января 1992    | 15–0–0                                                             | Депортация палестинцев Израилем на оккупированные территории                                                 |
| 727       | 8 января 1992    | 15–0–0                                                             | Миссия Наблюдателей Европейского Союза в Социалистической Федеративной Республике Югославия                  |
| 728       | 8 января 1992    | 15–0–0                                                             | Разминирование, мирный процесс в Камбодже                                                                    |
| 729       | 14 января 1992   | 15–0–0                                                             | Расширение Миссии наблюдателей ООН в Сальвадоре                                                              |
| 730       | 16 января 1992   | 15–0–0                                                             | Прекращает работу Группа наблюдателей ООН в Центральной Америке                                              |
| 731       | 21 января 1992   | 15–0–0                                                             | Осуждает Ливию за взрыв Boeing 747 над Локерби и DC-10 над Тенере                                            |
| 732       | 23 января 1992   | Принята без голосования                                            | Приём Казахстана в ООН                                                                                       |
| 733       | 23 января 1992   | 15–0–0                                                             | Вводит эмбарго на поставки оружия в Сомали из-за гражданской войны в Сомали                                  |
| 734       | 29 января 1992   | 15–0–0                                                             | Продлён мандат Временных сил ООН в Ливане                                                                    |
| 735       | 29 января 1992   | Принята без голосования                                            | Приём Армении в ООН                                                                                          |
| 736       | 29 января 1992   | Принята без голосования                                            | Приём Кыргызстана в ООН                                                                                      |
| 737       | 29 января 1992   | Принята без голосования                                            | Приём Узбекистана в ООН                                                                                      |
| 738       | 29 января 1992   | Принята без голосования                                            | Приём Таджикистана в ООН                                                                                     |
| 739       | 5 Февраля 1992   | Принята без голосования                                            | Приём Республики Молдова в ООН                                                                               |
| 740       | 7 февраля 1992   | 15–0–0                                                             | План миротворческих операций для СФР Югославия во время югославских войн                                     |
| 741       | 7 февраля 1992   | Принята без голосования                                            | Приём Туркменистана в ООН                                                                                    |
| 742       | 14 февраля 1992  | Принята без голосования                                            | Приём Азербайджана в ООН                                                                                     |
| 743       | 21 февраля 1992  | 15–0–0                                                             | Создаёт Силы ООН по охране в Югославии                                                                       |
| 744       | 25 февраля 1992  | Принята без голосования                                            | Приём Сан-Марино в ООН                                                                                       |
| 745       | 28 февраля 1992  | 15–0–0                                                             | Учреждает Временный орган ООН в Камбодже                                                                     |
| 746       | 17 марта 1992    | 15–0–0                                                             | Призывает стороны, участвующие в гражданской войне в Сомали, сотрудничать с ООН                              |
| 747       | 24 марта 1992    | 15–0–0                                                             | Расширен мандат Контрольной миссии Организации Объединенных Наций в Анголе II                                |
| 748       | 31 марта 1992    | 10–0–5 (воздержались: Зимбабве, Индия, Кабо-Верде, Китай, Марокко) | Вводит эмбарго на гражданскую авиацию и поставки оружия в Ливию                                              |
| 749       | 7 апреля 1992    | 15–0–0                                                             | Силы ООН по охране                                                                                           |
| 750       | 10 апреля 1992   | 15–0–0                                                             | Переговоры по кипрскому спору                                                                                |
| 751       | 24 апреля 1992   | 15–0–0                                                             | Учреждает Операцию ООН в Сомали I; эмбарго на поставки оружия в Сомали                                       |
| 752       | 15 мая 1992      | 15–0–0                                                             | Боснийская война                                                                                             |
| 753       | 18 мая 1992      | Принята без голосования                                            | Приём Хорватии в ООН                                                                                         |
| 754       | 18 мая 1992      | Принята без голосования                                            | Приём Словении в ООН                                                                                         |
| 755       | 20 мая 1992      | Принята без голосования                                            | Приём Боснии и Герцеговины в ООН                                                                             |
| 756       | 29 мая 1992      | 15–0–0                                                             | Продлевает мандат Сил ООН по наблюдению за разъединением                                                     |
| 757       | 30 мая 1992      | 13–0–2 (воздержались: Зимбабве, Китай)                             | Вводит экономические санкции, эмбарго на Союзную Республику Югославия                                        |
| 758       | 8 июня 1992      | 15–0–0                                                             | Увеличивает Силы ООН по охране; нарушения режима прекращения огня в Боснии                                   |
| 759       | 12 июня 1992     | 15–0–0                                                             | Продлён мандат Вооружённых сил ООН по поддержанию мира на Кипре                                              |
| 760       | 18 июня 1992     | 15–0–0                                                             | Санкции в отношении Союзной Республики Югославия                                                             |
| 761       | 29 июня 1992     | 15–0–0                                                             | Призывает к дополнительному развёртыванию Сил ООН по охране                                                  |
| 762       | 30 июня 1992     | 15–0–0                                                             | Создаёт Совместную комиссию, укрепляет Силы ООН по охране                                                    |
| 763       | 6 июля 1992      | Принята без голосования                                            | Приём Грузии в ООН                                                                                           |
| 764       | 13 июля 1992     | 15–0–0                                                             | Продолжение боевых действий в Боснии и Герцеговине                                                           |
| 765       | 16 июля 1992     | 15–0–0                                                             | Резня в Бойпатонге в Южной Африке                                                                            |
| 766       | 21 июля 1992     | 15–0–0                                                             | Трудности с выполнением политических соглашений в Камбодже                                                   |
| 767       | 27 июля 1992     | 15–0–0                                                             | Призывает стороны к сотрудничеству с Операцией ООН в Сомали I                                                |
| 768       | 30 июля 1992     | 15–0–0                                                             | Продлён мандат Временных сил ООН в Ливане                                                                    |
| 769       | 7 августа 1992   | 15–0–0                                                             | Увеличивает, укрепляет Силы ООН по охране                                                                    |
| 770       | 13 августа 1992  | 12–0–3 (воздержались: Зимбабве, Индия, Китай)                      | Гуманитарная помощь в Боснии и Герцеговине                                                                   |
| 771       | 13 августа 1992  | 15–0–0                                                             | Осуждает «этнические чистки» и другие нарушения в Боснии и Югославии                                         |
| 772       | 17 августа 1992  | 15–0–0                                                             | Разрешает направить наблюдателей ООН в Южную Африку                                                          |
| 773       | 26 августа 1992  | 14–0–1 (воздержался: Эквадор)                                      | Одобряет решения, принятые Комиссией по демаркации ирако-кувейтской границы                                  |
| 774       | 26 августа 1992  | 15–0–0                                                             | Переговоры по кипрскому спору                                                                                |
| 775       | 28 августа 1992  | 15–0–0                                                             | Разрешает увеличить численность Операции ООН в Сомали I                                                      |
| 776       | 14 сентября 1992 | 12–0–3 (воздержались: Зимбабве, Индия, Китай)                      | Расширение Сил ООН по охране в Боснии и Герцеговине                                                          |
| 777       | 19 сентября 1992 | 12–0–3 (воздержались: Зимбабве, Индия, Китай)                      | Объявляет о прекращении существования Социалистической Федеративной Республики Югославия                     |
| 778       | 2 октября 1992   | 14–0–1 (воздержался: Китай)                                        | Перевод средств от продажи иракской нефти на депозитный счет по Резолюции 706                                |
| 779       | 6 октября 1992   | 15–0–0                                                             | Уполномочивает Силы ООН по охране контролировать вывод югославской армии из Хорватии                         |
| 780       | 6 октября 1992   | 15–0–0                                                             | Учреждает Комиссию экспертов для анализа информации в соответствии с Резолюцией 771                          |
| 781       | 9 октября 1992   | 14–0–1 (воздержался: Китай)                                        | Запрет военных полётов над Боснией и Герцеговиной                                                            |
| 782       | 13 октября 1992  | 15–0–0                                                             | Римское общее мирное соглашение во время гражданской войны в Мозамбике                                       |
| 783       | 13 октября 1992  | 15–0–0                                                             | Требует полного развёртывания Временного органа ООН в Камбодже                                               |
| 784       | 30 октября 1992  | 15–0–0                                                             | Продлён мандат Миссии наблюдателей ООН в Сальвадоре                                                          |
| 785       | 30 октября 1992  | 15–0–0                                                             | Продлевает мандат Контрольной миссии ООН в Анголе II                                                         |
| 786       | 10 ноября 1992   | 15–0–0                                                             | Увеличивает численность Сил ООН по охране в Боснии и Герцеговине                                             |
| 787       | 16 ноября 1992   | 13–0–2 (воздержались: Зимбабве, Китай)                             | Дальнейшие санкции против Союзной Республики Югославия                                                       |
| 788       | 19 ноября 1992   | 15–0–0                                                             | Вводит эмбарго на поставки оружия в Либерию во время Первой гражданской войны в Либерии                      |
| 789       | 25 ноября 1992   | 15–0–0                                                             | Переговоры по урегулированию кипрского спора                                                                 |
| 790       | 25 ноября 1992   | 15–0–0                                                             | Продлевает мандат Сил ООН по наблюдению за разъединением                                                     |
| 791       | 30 ноября 1992   | 15–0–0                                                             | Продлён мандат Миссии наблюдателей ООН в Сальвадоре                                                          |
| 792       | 30 ноября 1992   | 14–0–1 (воздержался: Китай)                                        | Подготовка Временного органа ООН в Камбодже к выборам 1993 г.                                                |
| 793       | 30 ноября 1992   | 15–0–0                                                             | Продлевает мандат Контрольной миссии ООН в Анголе II                                                         |
| 794       | 3 декабря 1992   | 15–0–0                                                             | Создание Объединённой оперативной группы в Сомали                                                            |
| 795       | 11 декабря 1992  | 15–0–0                                                             | Развёртывание Сил ООН по охране на границе с Македонией                                                      |
| 796       | 14 декабря 1992  | 15–0–0                                                             | Продлён мандат Вооружённых сил ООН по поддержанию мира на Кипре                                              |
| 797       | 16 декабря 1992  | 15–0–0                                                             | Учреждает Операцию ООН в Мозамбике                                                                           |
| 798       | 18 декабря 1992  | 15–0–0                                                             | Осуждает изнасилование женщин в Боснии и Герцеговине                                                         |
| 799       | 18 декабря 1992  | 15–0–0                                                             | Депортация палестинцев Израилем                                                                              |
| 800       | 8 января 1993    | Принята без голосования                                            | Приём Словацкой Республики в ООН                                                                             |